# フクニチ新聞
フクニチ新聞（フクニチしんぶん）は、かつて存在した福岡県の地元紙。夕刊フクニチともいう。フクニチ新聞社が発行していた。

## 歴史
1946年（昭和21年）4月8日、西日本新聞の僚紙的位置付けで夕刊紙として創刊された。
最盛期は福岡市を中心に15万部を刷り、夕刊時代は日曜日に「日曜朝刊」を発行していた。フクニチ新聞社は全国で最も給与の高い新聞社として知られ、500人以上の社員を抱えていた。
1964年（昭和39年）9月、読売新聞の九州進出に伴う新聞の販売競争激化で、次第にシェアを減らしていった。
1978年（昭和53年）10月1日、朝刊紙に移行。1992年（平成4年）4月16日休刊。
宅配エリアは福岡市を中心とした福岡都市圏と久留米市を中心とした筑後地方が主で、北九州市や筑豊では駅売りのみの販売であった。
関連紙に『フクニチスポーツ』というスポーツ新聞もあったが、これもフクニチ新聞の休刊に伴い1992年（平成4年）で休刊している。一方、住宅・土地情報紙の『フクニチ住宅新聞』は、フクニチ住宅新聞社として分社化していたため発行は続いたものの、「デジタル化の進展やコロナ禍のテレワーク浸透などが取材や広告集稿に深刻な影響を与えた」として2020年（令和2年）6月26日付けで休刊した。
本社は創刊当初は福岡市中央区天神の西日本新聞社（旧：福岡日日新聞合資会社）内にあった。その後、同市中央区今泉に建設された、輪転機を備えた自社ビルに移転、1989年（平成元年）、今泉の社屋の老朽化により同市博多区東那珂に新社屋を建設し、1992年（平成4年）4月の休刊まで本社として使用していた。また、フクニチ新聞社の輪転機では聖教新聞（福岡県・佐賀県向け）の委託印刷も行われていた。

### フクニチ新聞の休刊
1990年（平成2年）4月17日福岡地裁に和議申請。その後労働組合を中心にした社員らによって自主発行を継続するも、1992年（平成4年）4月和議不調により破産申請がおこなわれた。破産管財人によって強制執行がおこなわれ全社員解雇となり、社屋より強制退去させられた。
社員らは最後の新聞発行を管財人らに要請したが拒否され、自社設備による最終号発行が不可能となったが、最終号発行すらできなくなったという非常事態を知った西日本新聞社幹部が決断し、西日本新聞社の全面協力により最後の新聞を製作発行してその歴史を終えた。4月16日付の最終号は一枚刷りの紙面で、1面は「当分の間休刊します」の大きな見出しと休刊についての経緯を読者に理解させるための記事、2面は番組表が掲載された。
休刊後かつての社員らが「福岡日刊新聞」の創刊を目指したが、実現出来なかった。

## 番組表
最末期（1992年（平成4年）4月）のもの。
最終面
- フルサイズ：NHK総合、NHK教育、RKB、KBC、TNC、FBS、TVQ
- ハーフサイズ：NHK衛星第1、NHK衛星第2、WOWOW

中面
- テレビ（ハーフサイズ）：STS、RKK、TKU、KKT、KAB
- AM：NHK第1、NHK第2、RKB、KBC
- FM：NHK-FM、FM福岡
- 短波：ラジオたんぱ

## エピソード
- 発刊に際して西日本新聞社元従業員の長谷川町子に漫画連載を依頼した。これを受けて『サザエさん』が創案され、最初期の『サザエさん』はフクニチに連載された。
  - また、長谷川の自伝『サザエさんうちあけ話』をモチーフにした、NHK総合テレビジョン『連続テレビ小説・マー姉ちゃん』（1979年4-9月生放送）において、「夕刊フクオカ」という新聞が登場するが、これは創刊当初のフクニチがモチーフとされている。
- うえやまとちが1978年（昭和53年）から1982年（昭和57年）まで4コマ漫画『筑紫ン坊』を連日掲載していた。その関係か、『クッキングパパ』（講談社発行の漫画雑誌、週刊モーニング連載）の主人公・荒岩の妻虹子は「フクニチ」の名称を反転させた「ニチフク新聞」の記者という設定である。
- 1991年（平成3年）まで中央競馬の小倉競馬場の開催レースにフクニチ新聞杯（900万下条件）を提供していた。

## 関連図書
- フクニチOB会著『光芒!フクニチ新聞』 葦書房、1996年（平成8年） - 「大衆の新聞」を宣言して焼跡に生まれたフクニチ46年の興亡ドキュメント。